# Carla Rigg
Carla Rigg (Buenos Aires, 20 de enero de 1960) es una exmodelo y diseñadora lituana.
Ha vivido en Argentina, México, Lituania y España.

## Biografía
Su familia emigró de Lituania tras la ocupación soviética del país. Sus padres llegaron a Argentina tras la Segunda Guerra Mundial, gracias al asilo político que les proporcionó el presidente Juan Domingo Perón.

### Argentina
Carla Rigg nació en el partido de Almirante Brown, ―que forma parte del Gran Buenos Aires― con el nombre Karmen Aída Jakavičiute-Grimalauskaité ir Janaviciute.
Es hija de Liudas Jakavičius (1910-1998, pianista, director de teatro y autor de un tango), y de Grazina Grimalauskaite (Grazyna Janaviciene-Jakaviciene-Grimalauskiene, ama de casa).
También es nieta de Liudvikas Jakavicius (1871-1941, banquero, editor, periodista y aristócrata lituano).
Por parte de madre, la artista proviene de una familia conocida en el mundo empresarial de la Lituania posoviética, siendo prima hermana de Zenonas Janavicius (presidente, CEO y accionista mayoritario de AB Sparta, una de las compañías textiles más importantes de los países bálticos).
Por parte de padre, Carla Rigg procede de la aristocracia lituana, ya que es nieta de Honorata Grimalauskaitė-Jakavičienė, duquesa de Grzymala.
La dinastía Jakavicius-Grimalauskas remonta sus orígenes al siglo XIII, lo que la convierte en una de las familias más antiguas y con mayor tradición de Lituania.
Sus padres fueron distinguidos miembros del Argentinos Lietuviu Centras (Centro Lituano-Argentino).
Aunque Carla Rigg nació en Argentina, su primera lengua fue el lituano.
Su hermana mayor es la cantante, actriz y presentadora de televisión Marcia Bell (n. 1951).
Tiene otro hermano mayor, llamado Liudas Jakavicius-Grimalauskaite (n. 1956).
En 1981, con 21 años de edad, comenzó una carrera como actriz y modelo participando en el programa de televisión Operación jajá
con el cómico Jorge Porcel.
También probó suerte como cantante, actuando en el club nocturno Wanna Live (en el barrio de Palermo), uno de los más famosos de Buenos Aires.

### México
En 1982, una agencia de modelos de Buenos Aires la envió a la Ciudad de México.
Trabajó durante dos años para RB Models, la mejor agencia de modelos de México.
Realizó algunos papeles como extra en películas estadounidenses, como Dune (1984), de David Lynch.
En 1984 dejó su carrera como modelo para dar a luz a su hijo Liudvikas Jakavicius-Grimalauskas como madre soltera. Tenía 24 años.
Ese mismo año (1984), su vida dio un giro inesperado y comenzó una carrera en relaciones públicas de alto nivel, convirtiéndose en la encargada de las relaciones públicas de Alfredo del Mazo González (gobernador del Estado de México). 
De 1987 a 1993 fue jefa de Relaciones Públicas del Ayuntamiento de la Ciudad de México.
Estudió diseño, modelado, y marketing en la Universidad Jannette Klein, el primer centro educativo en México que ofreció licenciaturas en el campo de la moda, el diseño de moda y la mercadotecnia y publicidad en moda. Allí fue alumna del diseñador mexicano Héctor Terrones. En 1993 se graduó como diseñadora de modas.

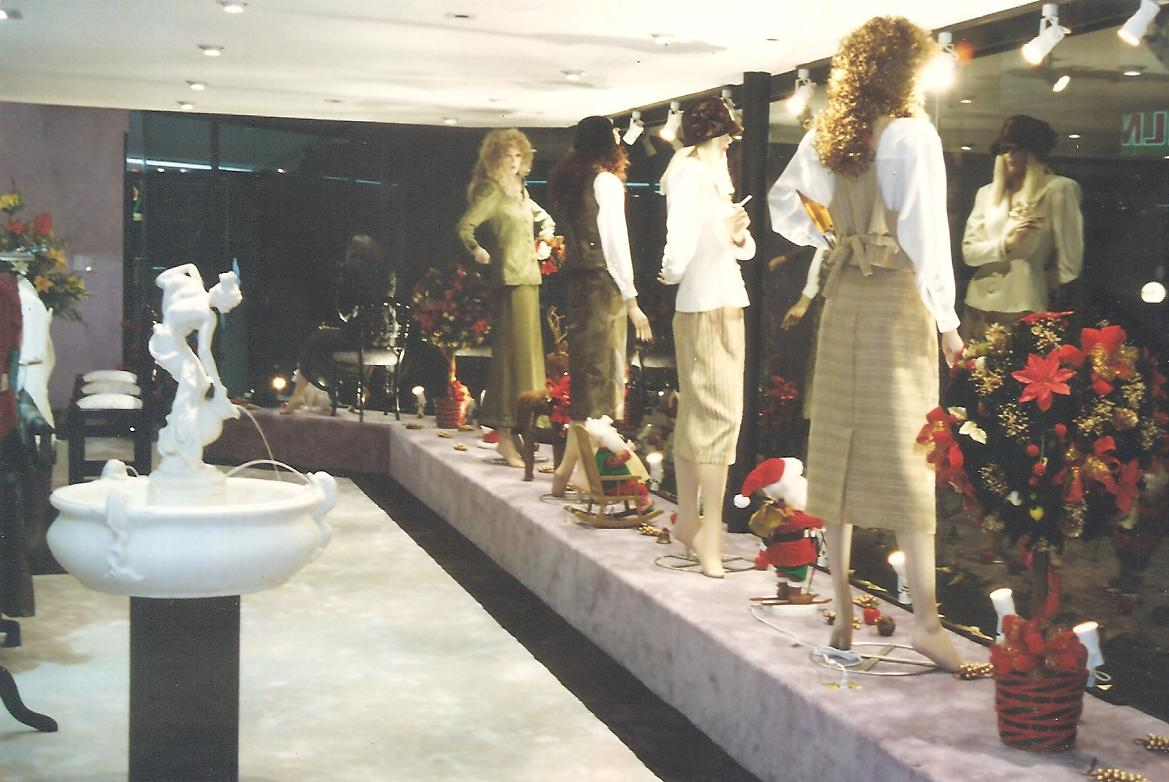
Carla Rigg Boutique, en Jardines del Pedregal (México D. F.).

En 1994 abrió su propia casa de moda con la marca comercial Carla Rigg ―su seudónimo como modelo profesional―.
Su boutique se encontraba en un centro comercial en Jardines del Pedregal, uno de los barrios más exclusivos de la Ciudad de México.
Su empresa de alta costura tuvo la oportunidad de diseñar la ropa de varias personalidades de la alta sociedad mexicana, como
Manoella Torres (cantante),
Socorro Bonilla (actriz) y
Nilda Patricia de Zedillo Velasco (esposa del expresidente Ernesto Zedillo).
En 1996, México tuvo la peor crisis económica de su Historia. Toda la materia prima que Carla Rigg utilizaba para su producción era importada de Estados Unidos, Francia e Italia, y la empresa tuvo que pagar sus mercancías en dólares estadounidenses a todos sus proveedores, cuando esta moneda había triplicado su valor. Así que toda la ropa exclusiva de la alta costura de Carla Rigg, triplicó su costo. La empresa se declaró en quiebra.
De 1996 a 2005, Carla Rigg trabajó como asesora inmobiliaria especializada en propiedades de lujo tanto en América como en Europa.

### Lituania
En 2005, Carla Rigg decidió mudarse con su hijo Liudvikas Jakavicius-Grimalauskas a Riga (Lituania), y recuperó la nacionalidad lituana. En la actualidad se dedica a promocionar la vida y obra de su abuelo Liudvikas Jakavicius, viajando por Lituania y Europa.
Se mudó a Murcia (España) con su hermana mayor, Marcia Bell (n. 1951). En 2012 publicó su primer libro, la biografía de su hermana, en la que no solo cuenta sobre su vida como cantante, compositora y actriz, sino también sus amoríos con hombres como
el cantante y actor francés Charles Aznavour (1924-2018),
el aristócrata español Gonzalo de Borbón (1937-2000),
el cantante y compositor español Danny Daniel (1942-),
el cantante y compositor español Camilo Sesto (1946-2019) y
el cantante y compositor argentino Luis Ángel (1955-).